# 波塞什蒂鄉
45°16′13″N 26°08′52″E / 45.2704°N 26.1479°E
波塞什蒂鄉（羅馬尼亞語：Comuna Posești, Prahova），是羅馬尼亞的鄉份，位於該國中南部，由普拉霍瓦縣負責管轄，處於布加勒斯特以北90公里，每年平均降雨量1,037毫米，海拔高度510米，2007年人口4,103。